# 燦光寮山
燦光寮山，又稱粗石山，位於樹梅礦場東北邊，山頂一等三角點原點，標高738公尺。

## 岩層與礦物
粗石山屬矽化砂岩，下方有粗石山一體、二體、三體、吉江、吉東、吉微等角礫岩礦筒。 粗石山頂部的礦體，均孕育在南莊層的砂頁岩互層中， 南莊層砂岩在粗石山地區是粗石山一、二和三體的成礦母岩，吉江和吉東礦體則產在石英安山岩和南莊層接觸帶。
粗石山主要組成的岩石是白色矽化石英砂岩，局部顆粒較粗，非常堅硬。 其脈石礦物有自然金、石英、重晶石等。 在1963至1976年探獲的礦石，除金之外，尚含銅0.25至0.63%。

## 地質觀察
粗石山山腰部分岩石是安山岩，局部安山岩受到黏土化作用，色白而軟；在登山口附近，可以看到吉江角礫岩礦筒頂部的出露部分。

## 礦業開採
粗石山礦體金包出現高度約海拔400-500公尺左右，低品位金礦帶高度約在500-650公尺。1961年臺灣金屬礦業有限公司在粗石山發現新礦體，並進行開發，另在四中段以下有多個鑽井紀錄，顯示下方有礦化作用，具有金銅礦開採潛力。

## 交通方式
102縣道往福隆、雙溪方向至接近19K處，左方有一叉路口銜接草山產業道路。 沿草山產業道路，經樹梅坪觀景台，可達燦光寮山登山口。
搭乘臺鐵宜蘭線在新北市雙溪區牡丹車站下車，轉乘公車至十三層老樹站下車，即可達燦光寮步道入口， 途中則有小徑通往燦光寮山。